# 田島照久
田島 照久（たじま てるひさ、1947年5月 - ）は、日本の宗教学者。専門は、宗教哲学、宗教学、宗教民俗学。早稲田大学文化構想学部名誉教授。

## 経歴
東京都出身。都立田園調布高校を経て、1971年3月、早稲田大学第一文学部哲学科哲学専修卒業。1978年、ドイツ・フライブルク大学大学院哲学研究科修士課程修了、哲学修士。1995年3月、早稲田大学より博士（文学）を授与される。博士論文は「マイスター・エックハルト研究 - 思惟構造のトリアーデ esse・creatio・generatio論」（乙第1117号）。
1980年、明星大学専任講師。1985年、同助教授。1986年4月、早稲田大学商学部専任講師。1988年4月、同助教授。1993年、同教授に就任。1997年4月より、早稲田大学第一・第二文学部教授。2004年9月21日から2008年9月20日まで、早稲田大学文学学術院長、文学部・文化構想学部学部長を務めた。2018年2月3日に最終講義「宗教的智恵の表出―キリスト教および仏教における原因・結果同一の論」を行い、同年3月に定年退職。現在は、早稲田大学文化構想学部名誉教授。

## 著書
- 「マイスター・エックハルト研究　思惟のトリアーデ構造 esse・creatio・generatio論」（創文社、1996年2月）

### 編著
- 「ドイツ語動詞活用辞典」（現代出版、1983年5月）
- 「テオーシス　東方・西方教会における人間神化思想の伝統」（教友社、2018年2月）。阿部善彦共編

## 訳書
- マイスター・エックハルト「エックハルト説教集」（岩波文庫、1990年）
- ヨハネス・タウラー「タウラー説教集」（創文社・ドイツ神秘主義叢書、2004年）